# Juliusz Siedlecki
Juliusz Siedlecki (ur. 15 września 1944 w Brześciu) – polski matematyk, ekonomista, dr hab. nauk ekonomicznych, prof.

## Życiorys
W 1968 ukończył studia matematyczne na Uniwersytecie Wrocławskim, od 1970 pracował w Wyższej Szkole Ekonomicznej (następnie Akademii Ekonomicznej we Wrocławiu, tam w 1977 obronił pracę doktorską, 25 stycznia 1993 habilitował się na podstawie dorobku naukowego i pracy zatytułowanej Równowaga binarba w ekonomii. 6 kwietnia 2001  nadano mu tytuł profesora w zakresie nauk ekonomicznych.
Pracował w Instytucie Zastosowań Matematyki na Wydziale Zarządzania, Informatyki i Finansów Uniwersytetu Ekonomicznego we Wrocławiu oraz piastował funkcję kierownika w Katedrze Metod Ilościowych w Wyższej Szkole Zarządzania i Finansów we Wrocławiu.